# 維爾曼冰川
64°29′S 61°26′W / 64.483°S 61.433°W
維爾曼冰川（Wellman Glacier），是南極洲的冰川，位於葛拉漢地的丹科海岸，最終注入夏洛特灣的里塞斯灣東北部，由比利時探險隊繪入地圖，現時由南極條約體系管理。